# Ferrier (comune)
Ferrier, in creolo haitiano Ferye, è un comune di Haiti facente parte dell'arrondissement di Fort-Liberté nel dipartimento del Nord-Est.